# Louise Lavoye

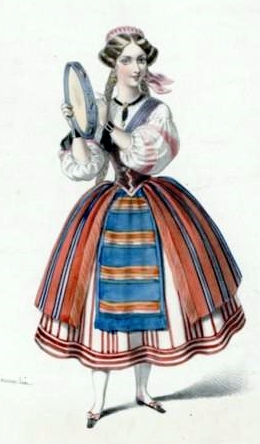
Lavoye nel ruolo di Georgette in Le Val d'Andorre di Halévy.

Anne-Benoîte-Louise Lavoye (Dunkerque, 28 giugno 1823 – Parigi, 10 ottobre 1897) è stata un soprano francese.

## Biografia
Louise Lavoye studiò al Conservatorio di Lille e vinse il primo premio in pianoforte all'età di 11 anni nel 1834, il primo premio di vocalizzazione nel 1835 e il premio onorario in pianoforte nel 1836. È stata ammessa al Conservatoire royal de musique nella classe di Laure Cinti-Damoreau. Nel 1838 vinse il Premio Onorario per l'armonia e vinse i Premi per il canto: Secondo premio per il canto nel 1839, Primo premio per il canto nel 1840. Vinse il primo premio per l'opéra comique nel 1842 e debuttò nel 1843 alla all'Opéra-Comique di Daniel-François-Esprit Auber nominata l'Ambassadrice.  Per Auber e Eugène Scribe, ha creato i ruoli di Zerbina in La Sirène  il 26 marzo 1844 e Haydée in Haydée ou Le Secret il 28 dicembre 1847.
Si distinse per la purezza del suo stile, la freschezza e il fascino della sua voce e il suo virtuosismo. Le furono affidati i ruoli più difficili del repertorio, e fu una delle servitrici più zelanti della Salle Favart. Recitò in diverse opere, tra cui La Sirène  di Auber e Haydée ou Le Secret, Les Mousquetaires de la reine di  e Le val d'Andorre, Actéon di Charpentier e Ne touchez pas à la reine di Boisselot.
Louise Lavoye morì a Parigi il 10 ottobre 1897.